# Хайт-оф-Ленд (тауншип, Миннесота)
Хайт-оф-Ленд (англ. Height of Land) — тауншип в округе Бекер, Миннесота, США. На 2000 год его население составило 639 человек.

## География
По данным Бюро переписи населения США площадь тауншипа составляет 185,2 км², из которых 150,3 км² занимает суша, а 34,9 км² — вода (18,84 %).

## Демография
По данным переписи населения 2000 года здесь находились 639 человек, 244 домохозяйства и 186 семей.  Плотность населения —  4,3 чел./км².  На территории тауншипа расположено 385 построек со средней плотностью 2,6 построек на один квадратный километр. Расовый состав населения: 96,56 % белых, 1,56 % коренных американцев, 0,16 % — других рас США и 1,72 % приходится на две или более других рас. Испанцы или латиноамериканцы любой расы составляли 0,31 % от популяции тауншипа.
Из 244 домохозяйств в 28,3 % воспитывались дети до 18 лет, в 70,5 % проживали супружеские пары, в 4,5 % проживали незамужние женщины и в 23,4 % домохозяйств проживали несемейные люди. 18,0 % домохозяйств состояли из одного человека, при том 6,6 % из — одиноких пожилых людей старше 65 лет. Средний размер домохозяйства — 2,62, а семьи — 2,98 человека.
24,3 % населения — младше 18 лет, 7,8 % — в возрасте от 18 до 24 лет, 25,8 % — от 25 до 44, 32,2 % — от 45 до 64, и 9,9 % — старше 65 лет. Средний возраст — 40 лет. На каждые 100 женщин приходилось 111,6 мужчин.  На каждые 100 женщин старше 18 приходилось 107,7 мужчин.
Средний годовой доход домохозяйства составлял 36 154 доллара, а средний годовой доход семьи —  39 500 долларов. Средний доход мужчин —  26 071  доллар, в то время как у женщин — 20 952. Доход на душу населения составил 16 973 доллара. За чертой бедности находились 6,9 % семей и 8,1 % всего населения тауншипа, из которых 1,3 % младше 18 и 10,7 % старше 65 лет.